# Malerwinkel (Königssee)

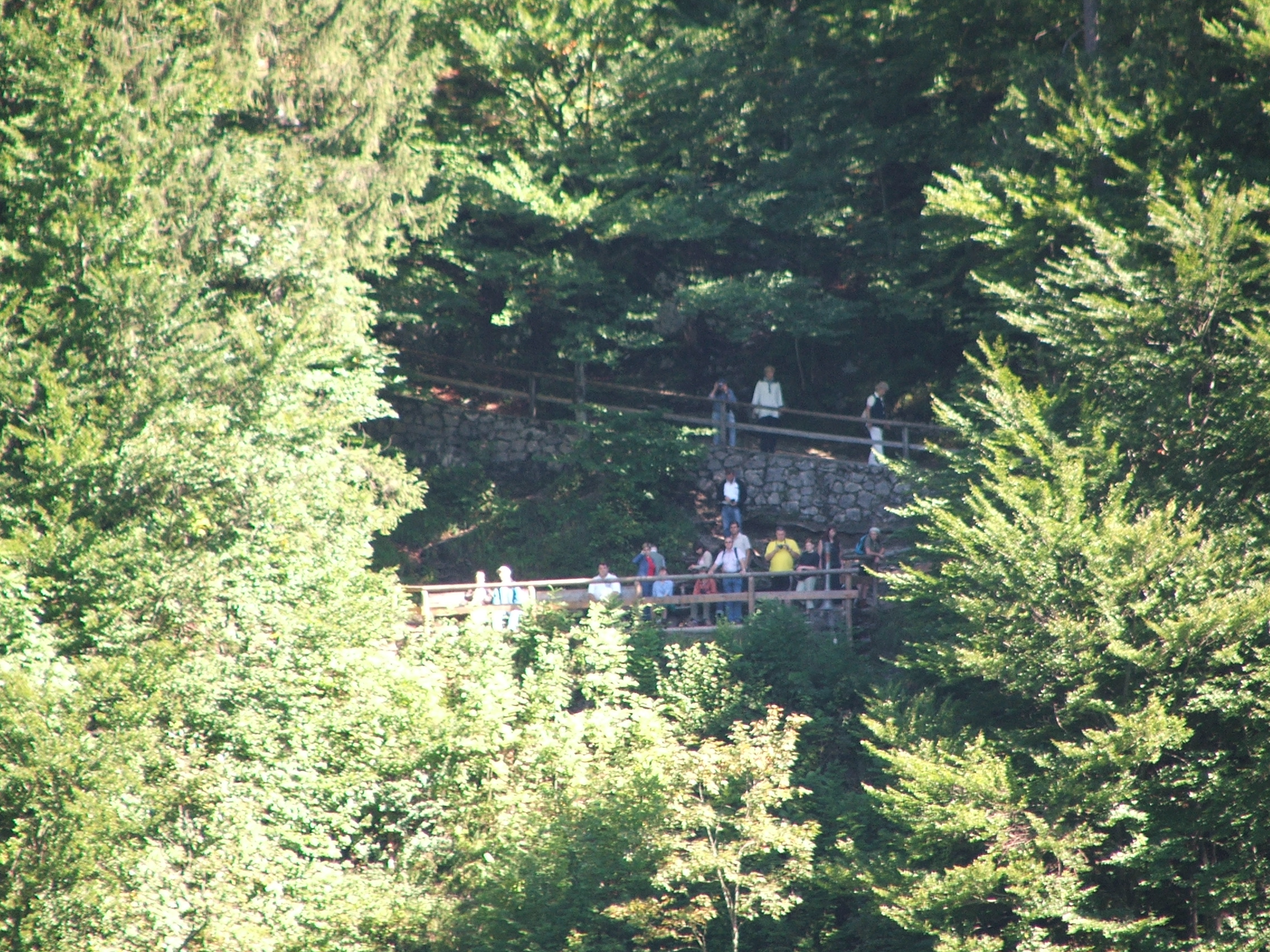
Der Aussichtspunkt Malerwinkel vom Ufer des Königssees aus gesehen

Der Malerwinkel ist ein Aussichtspunkt am nördlichen Ufer des Königssees im Berchtesgadener Land. Die von dort aus gebotene Ansicht ist ein vielfach reproduziertes Sujet der Landschaftsdarstellung.

## Besondere Merkmale
Die Ansicht des Königssees vom Malerwinkel aus war und ist sehr beliebt und hat das klassische Bild vom See in besonderer Weise geprägt. Mit dem Aufkommen der Fotografie haben Einheimische wie Touristen diese Perspektive auch für ungezählte eigene Aufnahmen genutzt. 
Bei klarer Sicht kann die Sichtweite vom Malerwinkel aus nach Süden bis zu zehn Kilometer betragen. Die seitlich aufragenden, überwiegend bewaldeten Berghänge werden im Süden von Felswänden überragt. Im Zentrum dieses Steinernen Meers erkennt man einen seiner höchsten Berggipfel, die schon in Österreich liegende charakteristische Erhebung der Schönfeldspitze (2653 m) sowie am Fuße dieser Naturkulisse die Wallfahrtskapelle St. Bartholomä.
Der Malerwinkel landete 2015 zusammen mit den anderen Sehenswürdigkeiten des Königssees auf Platz 12 der TOP 100 Sehenswürdigkeiten in Deutschland.

### Rundwanderweg
Ein Rundwanderweg führt vom Parkplatz in Königssee aus bereits nach etwa 20 Minuten am Malerwinkel vorbei und von dort aus durch den Wald bis zur Jennerbahn und von dort wiederum zurück zum Parkplatz.

### Perspektive des Malerwinkels in der Bildenden Kunst
Die Perspektive des Malerwinkels bildete spätestens seit dem Anfang des 19. Jahrhunderts Bildenden Künstlern einen Anreiz für die Wahl ihrer Bildmotive, die wiederum neben anderen Bildmotiven in der Region auch eine erste „Werbung“ für den sich dort seit Ende des 19. Jahrhunderts entwickelnden Tourismus leisteten. Nachfolgend einige Bildbeispiele:

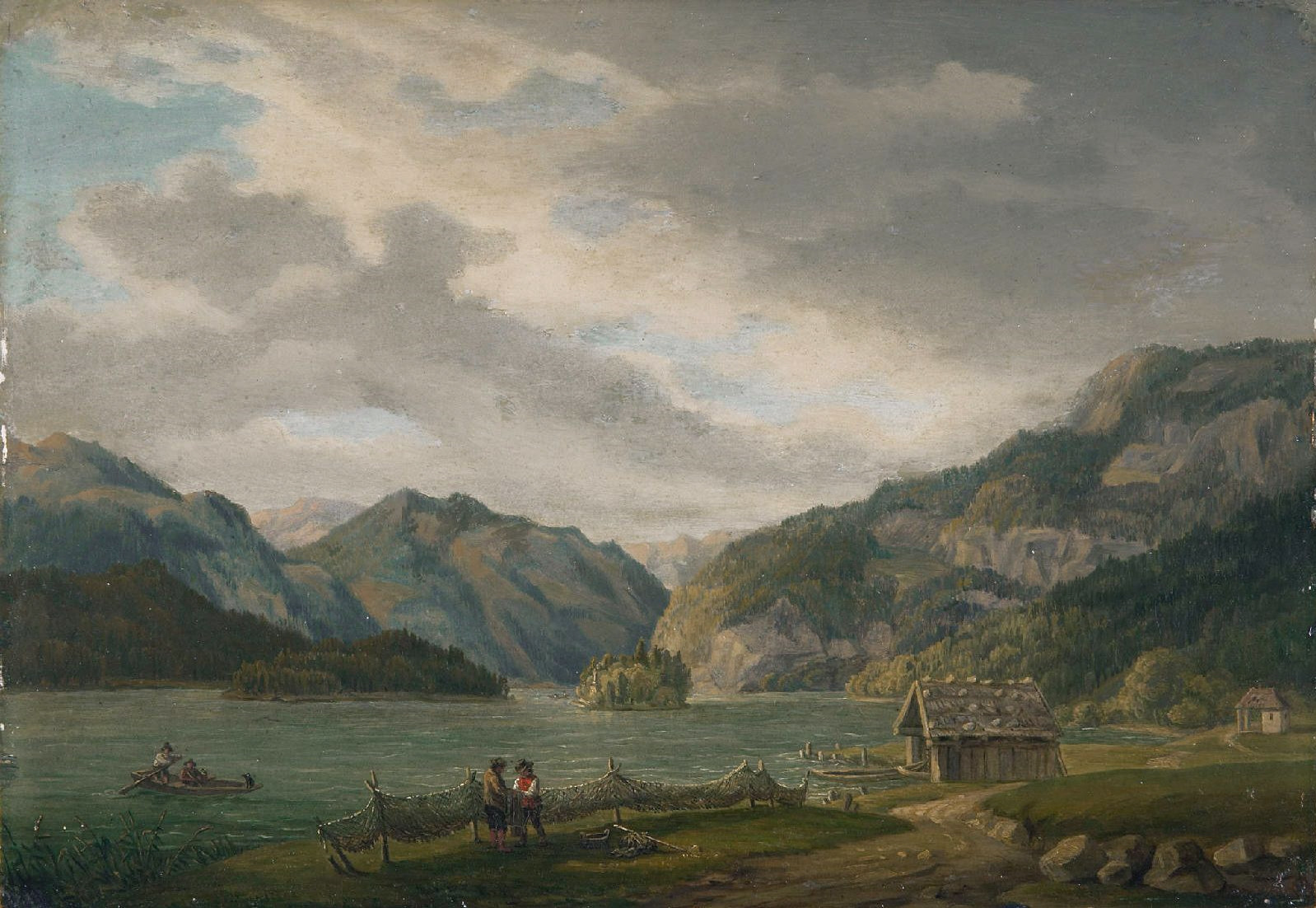
Gemälde von Johann Baptist Isenring, 1823
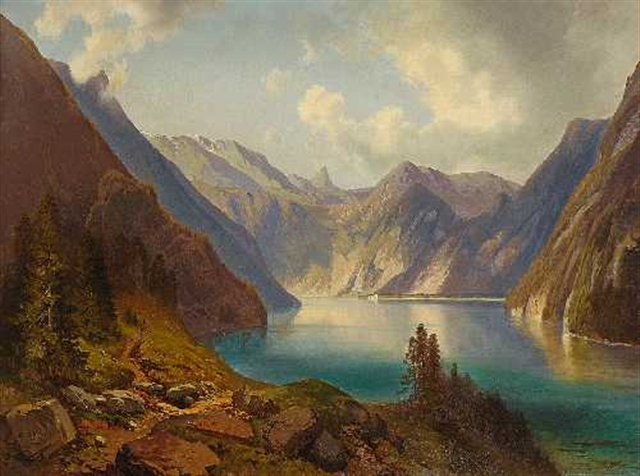
Gemälde von Max Wolfinger, 1850
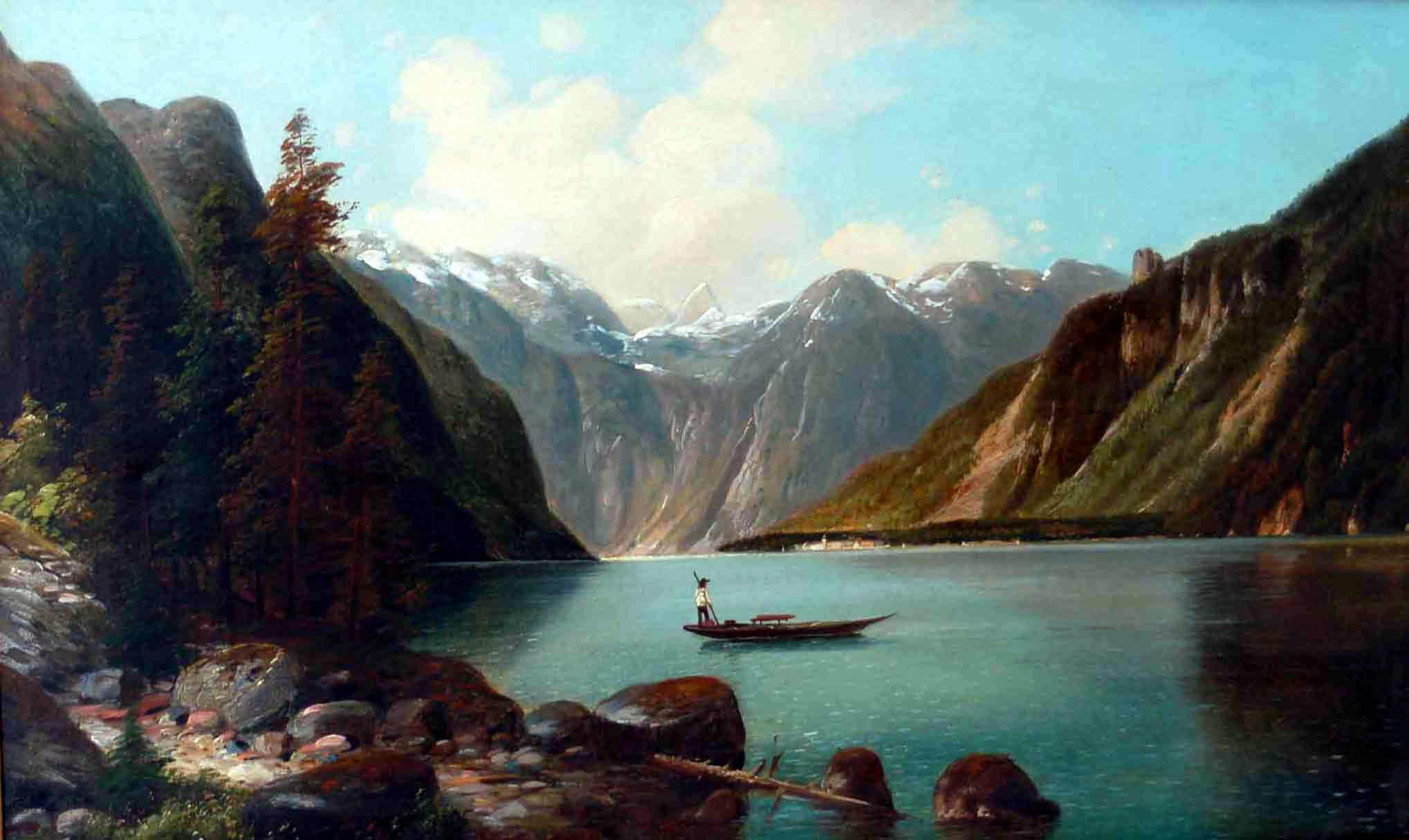
Vedutenmalerei von Arnold Forstmann, etwa aus dem Jahr 1880
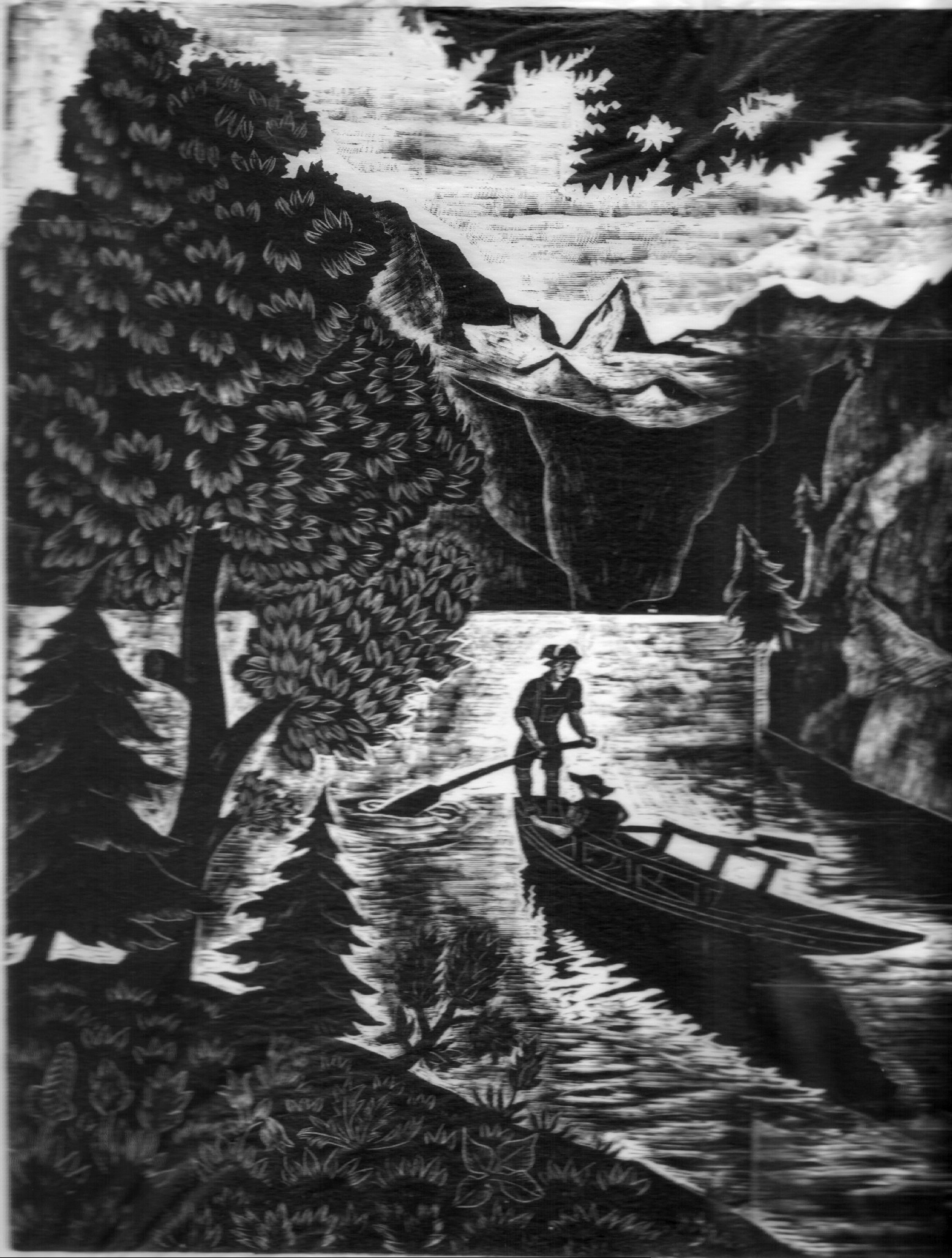
Holzschnitt von Fritz Richter, undatiert (spätestens 1955)